# Osobní vzdělávací prostor
Osobní vzdělávací prostor (PLE) je koncept týkající se snahy přizpůsobit si vzdělávání podle vlastních potřeb s využitím různých nástrojů, platforem, lidí, služeb a komunit. Tyto prostředky lidé používají k řízení vlastního učení, ale i ke sledování a plánování svých vzdělávacích cílů. Můžeme obecně říct, že PLE se vztahuje na „skupinu webových technologií s různým stupněm integrace a interakce, které pomáhají uživatelům a studentům řídit tok informací souvisejících s procesem učení, vytvářením znalostí, a rozvoj dovedností.“  Tento koncept vychází především z myšlenky, že proces učení se u každého liší a je zcela individuální.